# Stelis butcheri
Stelis butcheri är en orkidéart som beskrevs av Carlyle August Luer. Stelis butcheri ingår i släktet Stelis och familjen orkidéer. Inga underarter finns listade i Catalogue of Life.